# Václav Tauš
Václav Tauš (26. července 1910 Tlučná – ???) byl český a československý politik Komunistické strany Československa a poúnorový poslanec Národního shromáždění ČSR.

## Biografie
Původní profesí byl odborným učitelem. Za první republiky nebyl politicky aktivní. Za okupace byl v období let 1943–1945 vězněn pro ilegální činnost v odboji. V roce 1945 se stal členem KSČ. Během únorového převratu v roce 1948 byl členem okresního Akčního výboru Národní fronty v Rokycanech. Byl tehdy ředitelem měšťanské školy v Rokycanech. V roce 1948 předsedal komisi státních a veřejných zaměstnanců při KV KSČ v Plzni. V květnu 1949 ho krajská konference KSČ zvolila za 3. místopředsedu KV KSČ.
Ve volbách roku 1948 byl zvolen do Národního shromáždění za KSČ ve volebním kraji Plzeň. V parlamentu zasedal do konce funkčního období, tedy do voleb roku 1954.
Jistý Václav Tauš zastával počátkem 50. let funkci bezpečnostního referenta KNV v Plzni a v dubnu 1951 byl rozhodnutím krajské konference KSČ vyloučen ze strany v rámci čistek. Poslanec Tauš ovšem dokončil svůj mandát až do roku 1954 a ještě v červenci 1951 vystoupil na plénu Národního shromáždění s projevem k bezpečnostní situaci.
Poslanec Václav Tauš se v roce 1951 uvádí jako plukovník. Václav Tauš (narozený 26. 7. 1910) působil následně v Československé lidové armádě a v období červen 1955 – červen 1956 a znovu od října 1963 do června 1964 byl v hodnosti generálmajora velitelem československé delegace v Dozorčí komisi neutrálních států, která monitorovala dodržování příměří mezi oběma Korejemi po korejské válce.